# Cezary Sanecki
Cezary Marcin Sanecki (ur. 1961 w Częstochowie) – polski pianista, rektor Akademii Muzycznej im. Grażyny i Kiejstuta Bacewiczów w Łodzi (2012–2020), profesor nadzwyczajny na tejże uczelni, dziekan Wydział Fortepianu, Organów, Klawesynu i Instrumentów Dawnych (2008–2012).

## Życiorys
Ukończył z wyróżnieniem Akademię Muzyczną w Łodzi w 1987 w klasie fortepianu prof. Tadeusza Chmielewskiego oraz w klasie kameralistyki prof. Rajmunda Ambroziaka i Bronisława Hajna. 

## Działalność artystyczna
Występował w Polsce oraz w krajach Europy i Azji. W swojej działalności koncertowej skupia się przede wszystkim na muzyce polskiej oraz muzyce XX wieku. Często bierze udział w prawykonaniach dzieł kompozytorów współczesnych, m.in. na Festiwalu Muzyki Sakralnej Gaude Mater w Częstochowie, Musica Moderna w Łodzi, Międzynarodowym Festiwalu Muzyki Współczesnej w Krakowie, Frühjahrstage für zeitgenössische Musik - Weimar. W 2007 z okazji jubileuszowego Roku Szymanowskiego wystąpił w cyklu koncertów monograficznych, których zwieńczeniem był recital w zakopiańskiej Atmie (w duecie ze skrzypaczką Aleksandrą Szwejkowską-Belica) oraz nagranie utworów na skrzypce i fortepian Karola Szymanowskiego. Nagrywał dla radia i telewizji, m.in. dla Radia Łódź, TVP Katowice, Programu II Polskiego Radia, niemieckiego Radia MDR Figaro i holenderskiej TV Muziek. Nagrał kilkanaście płyt z muzyką H. Wieniawskiego, J. Brahmsa, M. de Falli, M. Ravela, B. Bartóka, M. Brucha, I.J. Paderewskiego, G. Bacewicz, R. Schumanna, K. Szymanowskiego oraz z muzyką kompozytorów współczesnych H.M. Góreckiego, J. Łuciuka, J. Bauera, S. Zamuszko.
Współpracował z wieloma wykonawcami, m.in. Andrzejem Orkiszem, Piotrem Pławnerem, Tomaszem Królem, Urszulą Kryger, Katarzyną Suską. W duecie fortepianowym z Joanną Hajn-Romanowicz, Beatą Cywińską, a obecnie z Robertem Gawrońskim, wykonywał muzykę na 2 fortepiany i 4 ręce. Wraz z Agnieszką Respondek i Małgorzatą Jóźków działał w ramach Tria Con Fervore (efektem była płyta z utworami Astora Piazzoli a także oryginalny 2-płytowy album kolęd polskich w opracowaniu Tadeusza Trojanowskiego).

## Ordery i odznaczenia
- Krzyż Kawalerski Orderu Odrodzenia Polski (1 kwietnia 2020)[2][3]
- Brązowy Krzyż Zasługi (24 maja 2001)[4]
- Srebrny Medal „Zasłużony Kulturze Gloria Artis” (17 sierpnia 2021)[5]
- Medal Pro Publico Bono im. Sabiny Nowickiej (2014)[6]

## Nagrody
- I nagroda oraz nagroda specjalna Krzysztofa Pendereckiego na Ogólnopolskim Konkursie Muzyki Kameralnej w Łodzi (1986)
- Nagroda Ministra Kultury i Dziedzictwa Narodowego za osiągnięcia organizacyjne (2020)